# Headlights (Robin-Schulz-Lied)
Headlights (englisch für „Scheinwerfer“) ist ein Lied des deutschen DJs Robin Schulz in Kooperation mit der kalifornischen Singer-Songwriterin Ilsey. Das Stück ist die erste Singleauskopplung aus seinem zweiten Studioalbum Sugar.

## Entstehung und Artwork
Geschrieben wurde das Lied von Eric Frederic, Ilsey Juber, Joe London, Tom Peyton, John Ryan, Andreas Schuller und Robin Schulz. Der zuletzt genannte produzierte die Single. Abmischung und Mastering erfolgten durch das deutsche Produzententeam Junkx (bestehend aus: Dennis Bierbrodt, Jürgen Dohr und Guido Kramer). Die Single wurde unter den Musiklabels Tonspiel und Warner Music Group veröffentlicht. Auf dem schwarz-weiß gehaltenen Cover der Maxi-Single ist – neben Künstlernamen und Liedtitel – Schulz’ Oberkörper, der von fünf gelben Kreisen umrahmt ist, zu sehen.

## Veröffentlichung und Promotion
Die Erstveröffentlichung von Headlights erfolgte als digitale Veröffentlichung am 3. April 2015. Die Veröffentlichung eines physischen Tonträgers folgte drei Wochen später am 24. April 2015 in Deutschland, Österreich und der Schweiz. Die Maxi-Single ist als 2-Track-Single erhältlich und beinhaltet neben der Radioversion eine „Extended Version“ von Headlights als B-Seite.
Um das Lied zu bewerben, folgte unter anderem ein Liveauftritt zur Hauptsendezeit während der Echoverleihung 2015, hierbei traten Robin Schulz und Ilsey während eines Medleys von Schulz erstmals live zusammen im deutschen Fernsehen auf.

## Inhalt
Der Liedtext zu Headlights ist komplett in englischer Sprache verfasst. Ins Deutsche übersetzt heißt der Titel „Scheinwerfer“. Die Musik und der Text wurden gemeinsam von Eric Frederic, Ilsey Juber, Joe London, Tom Peyton, John Ryan, Andreas Schuller und Robin Schulz verfasst. Musikalisch bewegt sich das Lied im Bereich der House- und Popmusik. Der Gesang des Liedes stammt alleine von Ilsey, Schulz wirkt lediglich als DJ.
| „Don’t be a fool for the city lights, I know it’s cool but it’s only light. Baby with you I can never lie, don’t go chasing all the headlights.“ – Refrain, Originalauszug | „Lass dich von den Stadtlichtern nicht zum Narren halten. Ich weiß, es ist cool, aber es sind nur Lichter. Baby, bei dir kann ich nie lügen, Hör auf, den Scheinwerfern nachzujagen.“ – Refrain, Übersetzung |

Im Lied geht es um den Drang, im Rampenlicht stehen und sein Können präsentieren zu wollen. Der Protagonist im Liedtext verspürt das Bedürfnis, in die große weite Welt zu ziehen. Er will auf den größten Bühnen der Welt für Beifall sorgen und die Nacht zum Tag machen. Dass er dabei all jene zurücklässt, die ihn lieben, ist ihm in dem Moment egal.

## Musikvideo
Das Musikvideo zu Headlights feierte am 3. April 2015 auf YouTube seine Premiere. Im Video sind Frauen und Männer unterschiedlichsten Alters in einem stillgelegten Schwimmbad zu sehen. Unter anderem tanzen die Menschen in leeren Schwimmbecken, rutschen durch trockene Wasserrutschen oder duschen in Staub. Schulz ist während des Videos nur kurz zu sehen. Am Ende trifft Schulz auf eine Frau, die auf ihn mit einem roten Toyota Aygo wartet. Die Gesamtlänge des Videos ist 3:49 Minuten. Regie führte Kronck. Bis November 2023 zählte das Video über 206 Millionen Aufrufe bei YouTube.

## Mitwirkende
| Liedproduktion - Dennis Bierbrodt: Abmischung, Mastering - Jürgen Dohr: Abmischung, Mastering - Eric Frederic: Komponist, Textdichter - Ilsey Juber: Gesang, Komponist, Textdichter - Guido Kramer: Abmischung, Mastering - Joe London: Komponist, Textdichter - Tom Peyton: Komponist, Textdichter - John Ryan: Komponist, Textdichter - Andreas Schuller: Komponist, Textdichter - Robin Schulz: DJ, Komponist, Musikproduzent, Textdichter Unternehmen - Southwest Productions: Filmproduzent (Musikvideo) - Tonspiel: Musiklabel - Warner Music Group: Musiklabel | Musikvideo - Chehad Abdallah: Regieassistent - Mario Clement: Filmproduzent - Laura Fries: Styling - Adam Graf: Editorassistent - Dimitri Hempel: Kameraassistent - Miriam Hofmann: Produktionsassistent - Kronck: Regisseur - Shaun Harley Lee: Kameramann - Carolin Schreck: Styling - Christoph Szulecki: Editor - Vincent Urban: Editor, Farbkorrektur - Sebastian von Gumpert: Filmproduktionsleitung |

## Kommerzieller Erfolg

### Chartplatzierungen
Headlights erreichte in Deutschland Position sechs der Singlecharts und konnte sich insgesamt zwölf Wochen in den Top 10 und 33 Wochen in den Charts platzieren. In den deutschen Airplaycharts erreichte die Single für zwei Wochen die Spitzenposition. In Österreich erreichte die Single Position zwei und konnte sich insgesamt acht Wochen in den Top 10 und 28 Wochen in den Charts halten. In der Schweiz erreichte die Single Position sieben und konnte sich insgesamt vier Wochen in den Top 10 und 33 Wochen in den Charts halten. Im Vereinigten Königreich erreichte die Single in einer Chartwoche Position 96 der Charts. 2015 platzierte sich Headlights in den deutschen Single-Jahrescharts auf Position 19, sowie auf Position 17 in Österreich und auf Position 21 in der Schweiz.
Für Schulz als Interpret ist dies der fünfte Charterfolg in Deutschland, Österreich und der Schweiz, sowie der dritte im Vereinigten Königreich. Es ist sein vierter Top-10-Erfolg in Deutschland, Österreich und der Schweiz. Als Produzent ist es sein dritter Charterfolg in Deutschland, Österreich und der Schweiz, sowie der erste im Vereinigten Königreich. Es ist sein zweiter Top-10-Erfolg in Deutschland, Österreich und der Schweiz. Als Autor ist es sein zweiter Charterfolg in Deutschland, Österreich und der Schweiz, sowie der erste im Vereinigten Königreich. Es ist sein zweiter Top-10-Erfolg in Deutschland, Österreich und der Schweiz. Für Ilsey als Interpretin ist es weltweit der erste Charterfolg. Als Autorin ist es nach Fireball ihr zweiter Charterfolg in Deutschland, Österreich, der Schweiz und dem Vereinigten Königreich. Es ist ihr erster Top-10-Erfolg in Deutschland.
| ChartsChartplatzierungen     | Höchstplatzierung | Wochen |
| ---------------------------- | ----------------- | ------ |
| Deutschland (GfK)            | 6 (33 Wo.)        | 33     |
| Österreich (Ö3)              | 2 (28 Wo.)        | 28     |
| Schweiz (IFPI)               | 7 (33 Wo.)        | 33     |
| Vereinigtes Königreich (OCC) | 96 (1 Wo.)        | 1      |

| ChartsJahrescharts (2015) | Platzierung |
| ------------------------- | ----------- |
| Deutschland (GfK)         | 19          |
| Österreich (Ö3)           | 17          |
| Schweiz (IFPI)            | 21          |

### Auszeichnungen für Musikverkäufe
Im Januar 2016 wurde Headlights in Deutschland mit einer Platin-Schallplatte für über 400.000 verkaufte Einheiten ausgezeichnet. Im August 2015 wurde die Single mit einer Goldenen Schallplatten in Österreich und der Schweiz zertifiziert. Weltweit wurde die Single insgesamt einmal mit Silber, sieben Mal mit Gold und neun Mal mit Platin ausgezeichnet. Damit verkaufte sich Headlights laut Schallplattenauszeichnungen über 1,3 Millionen Mal.
| Land/Region                  | Auszeichnungen für Musikverkäufe (Land/Region, Auszeichnung, Verkäufe) | Verkäufe  |
| ---------------------------- | ---------------------------------------------------------------------- | --------- |
| Australien (ARIA)            | Platin                                                                 | 70.000    |
| Dänemark (IFPI)              | Gold                                                                   | 30.000    |
| Deutschland (BVMI)           | 3× Gold                                                                | 600.000   |
| Italien (FIMI)               | 2× Platin                                                              | 100.000   |
| Kanada (MC)                  | Gold                                                                   | 40.000    |
| Neuseeland (RMNZ)            | Gold                                                                   | 7.500     |
| Norwegen (IFPI)              | 2× Platin                                                              | 80.000    |
| Österreich (IFPI)            | Gold                                                                   | 15.000    |
| Polen (ZPAV)                 | 2× Platin                                                              | 100.000   |
| Schweden (IFPI)              | Gold                                                                   | 20.000    |
| Schweiz (IFPI)               | Gold                                                                   | 15.000    |
| Spanien (Promusicae)         | Platin                                                                 | 40.000    |
| Vereinigtes Königreich (BPI) | Silber                                                                 | 200.000   |
| Insgesamt                    | 1× Silber · 7× Gold · 9× Platin ·                                      | 1.317.500 |